# 九龙岩摩崖石刻
九龙岩摩崖石刻，位于中国广东省佛山市南海区西樵山，为一处明代石刻。1994年7月5日，列入南海市文物保护单位；2006年，列入佛山市第四批文物保护单位。